# أوسكار لينغ كارترايت
أوسكار لينغ كارترايت (بالإنجليزية: Oscar Ling Cartwright)‏ هو عالم حشرات أمريكي، ولد في 1900، وتوفي في 1983.